# Lame orbitaire de l'os ethmoïde
La lame orbitaire de l'os ethmoïde (ou lame papyracée de l’ethmoïde ou os planum de l’ethmoïde) est une plaque osseuse fine, lisse et oblongue qui forme la surface latérale du labyrinthe ethmoïdal.
Le terme papyracé indique que cette lame est très fine et se fracture facilement.

## Description
La  lame orbitaire de l'os ethmoïde recouvre les cellules ethmoïdales médianes et postérieures et forme une grande partie de la paroi médiale de l'orbite.
Elle s'articule en haut avec la partie orbitale de l'os frontal, en bas avec l'os maxillaire et le processus orbitaire de l'os palatin, en avant avec l'os lacrymal et en arrière avec l'os sphénoïde.

## Aspect clinique
Une fracture de cette lame peut entraîner le piégeage du muscle droit médial de l’œil.